# 村上勝彦
村上 勝彦（むらかみ かつひこ、1942年6月8日 - ）は、日本の経済学者、東京経済大学名誉教授、元学長。専門は日本近代経済史、特に日本産業革命期の貿易・資本輸出入に関する研究など。

## 略歴
- 1942年 東京生まれ。
- 1955年3月 千代田区立麹町小学校卒業
- 1958年3月 千代田区立麹町中学校卒業
- 1961年3月 東京都立日比谷高等学校卒業
- 1965年3月 東京大学経済学部卒業。東京大学大学院経済学研究科修士課程修了
- 1973年3月 博士課程単位修得満期退学。
- 1974年4月 東京経済大学経済学部専任講師
- 1978年4月 東京経済大学経済学部助教授。
- 1984年9月 中国対外経済貿易大学客員教員
- 1985年9月 中国北京大学国際経済学部客員研究員
- 1986年9月 中国復旦大学世界経済研究所客員研究員。
- 1988年4月 東京経済大学経済学部教授。
- 1996年4月 同大学 経済学部長（ - 1998年）。
- 2000年4月 同大学 学長（ - 2008年3月）。
- 2008年6月 同大学 理事長（ - 2011年5月）。
- 2013年5月 同大学 名誉教授。

## 論文
- 「長江流域における日本利権」（安藤彦太郎編『近代日本と中国 日中関係史論集』汲古書院 (ISBN 4-7629-2369-9), pp.127-164, 1989年）
- 「産業革命初期の日中貿易」（『東京経大学会誌』174, pp.63-96, 1992年）
- 「貿易の拡大と資本の輸出入」（石井寛治ほか編『日本経済史2 産業革命期』東京大学出版会 (ISBN 978-4-13-044072-1), 2000年）